# Leidschendam-Voorburg
Leidschendam-Voorburg é um município dos Países Baixos, situado na província da Holanda do Sul. Tem 35,62 km² de área e sua população em 2020 foi estimada em 76.387 habitantes.